# Джеф Гілі
Джеф Гілі (Norman Jeffrey Healey; 25 березня 1966 — 2 березня 2008) — канадський джазовий та блюзовий гітарист та вокаліст. У 2009 році введений до Канадської зали слави людей з інвалідністю.
Помер в лікарні Святого Йосипа (St.Joseph's) в Торонто після операції з видалення ракової пухлини з обох легень.

## Життя та музична кар'єра
Джеф Гілі народився в Торонто, в провінції Онтаріо. Рано лишився сиротою. Був прийнятий в сім'ю пожежника. В 8-місячному віці через захворювання ретинобластомою втратив зір. Ретинобластома — це ракове захворювання зору.
Ця хвороба усе життя давалася взнаки, і, урешті-решт, вона його вбила.
Коли Джефу було три, він розпочав грати на гітарі. При цьому він користувався незвичною манерою гри, коли гітара розташована на колінах. Це усе життя було яскравою та незвичною ознакою виконавця Джефа Гілі.
В 17 років він організував свій перший блюзовий гурт — «Blue Direction» («Синій напрямок»), до якого входило 4 музиканти. В основному вони грали музику, звичну для клубів Торонто. До гурту належали бас-гітарист Джеремі Літтлер (Jeremy Littler), барабанщик Ґрейдон Чепмен (Graydon Chapman) та однокласник Джефа гітарист Роб Квейл (Rob Quail).
Через деякий час Дж. Гілі познайомився з басистом Джо Рокманом (Joe Rockman) та барабанщиком Томом Стівеном (Tom Stephen). Вони створили тріо, яке вперше виступило в клубі The Birds Nest («Пташине гніздо»), на вулиці Queen Street West в Торонто. Про новий музичний гурт написав місцевий музичний часопис «NOW» («Зараз»), і згодом вони кожен вечір виступали в найвідоміших клубах міста — Grossman's Tavern (Таверна Гроссмана) та Albert's Hall (Зала Альберта).
Потім з Джефом Гілі познайомився гітарист-віртуоз Рей Вон (Ray Vaughan). Це знайомство призвело до того, що в 1989 р. Дж. Гілі знявся в фільмі Патріка Свейза (Patrick Swayze) «Будинок на дорозі» («Road House»). В 1988 р. Дж. Гілі випустив сингл «Очі ангела» (Angel Eyes). Його пісня «Hideaway» була номінована на музичну премію Ґремі в номінації «Найкраща інструментальна композиція».
Дж. Гілі ніколи не був захоплений світом рок-музики, тому через деякий час він залишив рок-музику та подався до тієї музики, яку найбільш цінував, — вінтажного (найкращого ґатунку) джазу. Він виступав у складі відомих джаз-колективів Торонто.
Наприкінці свого життя Дж. Гілі випустив три CD з традиційними композиціями американського джазу 20-х та 30-х рр. XX століття. Він буз завзятим колекціонером платівок і назбирав їх більше 25 000. Кожен четвер він виступав зі своїм гуртом в клубі «Healey's» на вулиці Bathurst Street у Торонто. По суботах він виступав зі своїм гуртом «Jeff Healey's Jazz Wizards». Попри те, що клуб та гурт носили його ім'я, Дж. Гілі не володів клубом.
Час від часу Дж. Гілі вів передачу на радіо «CBC Radio» — «Мій джаз». В передачі він розповідав про джаз, музикантів та програвав свої платівки. Таку ж саму передачу він свого часу вів на радіо «CJRT-FM».
Дж. Гілі гастролював з джаз-гуртом «Jazz Wizards», граючи американський джаз 20-х -40-х років.
У квітні 2008 р. Дж. Гілі планував здійснити турне Великою Британією, Німеччиною, Нідерландами.
За свою кар'єру Дж. Гілі допоміг багатьом музикантам стати відомими. До таких належать Аманда Маршал та Терра Гейзелтон.
11 січня 2007 р. Дж. Гілі був прооперований. Йому видалили метастази раку з обох легень. В попередні півтора року у нього були дві саркоми в ногах.
Джеф Гілі був одружений, дружину звали Крісті. У них було двоє дітей.

## Дискографія
- 1988: See the Light
- 1989: Road House Soundtrack
- 1990: Hell to Pay
- 1992: Feel This
- 1995: Cover to Cover
- 2000: Get Me Some
- 2002: Among Friends
- 2004: Adventures in Jazzland
- 2006: It's Tight Like That
- 2008: Mess of Blues